# Ciuleandra
Ciuleandra é um filme de drama romeno de 1985 dirigido e coescrito por Sergiu Nicolaescu. 
Foi selecionado como representante da Romênia à edição do Oscar 1986, organizada pela Academia de Artes e Ciências Cinematográficas.

## Elenco
- Ion Ritiu - Puiu Faranga
- Anca Nicola - Madalina
- Ion Anghel
- Gheorghe Cozorici
- Alexandru Dobrescu
- Corneliu Gîrbea
- Stefan Iordache
- Gilda Marinescu
- Romeo Pop